# Liste der Nummer-eins-Hits in Brasilien
Die Liste der Nummer-eins-Hits in Brasilien basiert auf den offiziellen Charts des Landes, die von Pro-Música Brasil herausgegeben werden.
Von 2009 bis 2017 gab es wöchentliche brasilianische Albumcharts, die in Zusammenarbeit mit Nielsen ermittelt wurden. Veröffentlicht wurden die Top 10, parallel gab es auch DVD-Charts.
Die Singlecharts werden seit November 2017 monatlich vom spanischen Unternehmen BMAT ermittelt und basieren ausschließlich auf Streamingdaten der Anbieter Spotify, Apple Music, Napster, Deezer und Amazon Music (Amazon trat 2021 an die Stelle von Google Play). Veröffentlicht werden die Top 50.
Die Liste ist nach Jahrgängen unterteilt.

## Belege
1. ↑  Top 50 Streaming. Pro-Música Brasil, Januar 2021, archiviert vom Original am 24. Januar 2021; abgerufen am 17. September 2021 (brasilianisches Portugiesisch).

Siehe auch: Nummer-eins-Hits in Argentinien,  Australien, Belgien, Bulgarien, Dänemark, Deutschland, Finnland, Frankreich, Griechenland, Indien, Irland, Italien, Japan, Kanada, Kolumbien, Kroatien, Malaysia, Mexiko, Neuseeland, den Niederlanden, Norwegen, Österreich, Polen, Portugal, Rumänien, Schweden, der Schweiz, Singapur, Slowakei, Spanien, Südafrika, Südkorea, Tschechien, Ungarn, den Vereinigten Staaten und im Vereinigten Königreich.